# Candidats du Parti de la réforme à la présidence des États-Unis
 (août 2021).
Liste des candidats du Parti de la réforme à la présidence des États-Unis d'Amérique. Lors de l'élection de 2008, le ticket réformateur n'est présent que dans le Mississippi et ne récolte que 481 voix.
| 1 | Ross Perot                                                                   |      | Centriste         | 1992  | 18,9 % | 0/538      | James Stockdale        |
| 1 | Ross Perot                                                                   | 1996 | Centriste         | 8,4 % | 0/538  | Pat Choate |                        |
| 2 | Pat Buchanan                                                                 |      | Paléoconservateur | 2000  | 0,4 %  | 0/538      | Ezola Broussard Foster |
| 3 | Ralph Nader Candidat indépendant mais avec le soutien du Parti de la réforme |      | Gauche radicale   | 2004  | 0,38 % | 0/538      | Peter Camejo           |
| 4 | Ted Weill                                                                    |      | Centriste         | 2008  | 0 %    | 0/538      | Frank McEnulty         |
| 5 |                                                                              |      |                   | 2012  |        |            |                        |